# Dilys Laye
Dilys Laye (Muswell Hill (Londen), 11 maart 1934 - Londen, 13 februari 2009) was een Engels actrice en scenarioschrijfster. Zij was vooral bekend om haar komische rollen. Laye speelde mee in verschillende Britse komedies, onder meer in vier van de Carry On-films:
- Carry On Cruising (1962)
- Carry On Spying (1964)
- Carry On Doctor (1967)
- Carry On Camping (1969).

In de jaren 1980 schreef zij mee aan de ITV-serie Chintz en speelde daar ook in mee.